# Paolo di Taranto
Paolo di Taranto (fl. XIII secolo) è stato un francescano e alchimista italiano vissuto verso la fine del XIII secolo.
In uno dei suoi scritti è definito «lettore di alchimia in Assisi» presso i frati francescani. La sua identità, sulla base degli studi di William R. Newman, sembra corrispondere a quella dello pseudo-Geber, oggi indicato anche col nome di «Geber latino», autore di un corpus alchemico di cui si presentava come un semplice traduttore in lingua latina.

## Opere
Tra i lavori di Paolo di Taranto, quello di più certa attribuzione è una Teorica et practica in cui difende i principi dell'alchimia, descrivendone le conoscenze dottrinali e le operazioni di base. Il trattato è una rielaborazione del Liber secretorum de voce Bubacaris (dal titolo originale Kitab-al-Asrar), e del Liber de aluminibus et salibus, entrambi dell'alchimista persiano Al-Razi.
Vi sono però vari indizi che suggeriscono come Paolo sia anche l'autore del ben più noto testo alchemico Summa perfectionis magisterii, generalmente attribuito allo pseudonimo di Geber, alias Jabir ibn Hayyan, celebre alchimista arabo dell'VIII secolo, in cui sono esposte dettagliatamente le sette operazioni classiche dell'alchimia: sublimazione, distillazione, calcinazione, soluzione, coagulazione, fissazione, fluidificazione.
Il testo della Summa, che si rifà in particolare al Liber de septuaginta e al Liber Misericordia del corpus geberiano, oltre che ai due trattati di al-Razi sopra menzionati, avrebbe costituito il cardine della tradizione alchemica occidentale dei secoli a venire. In esso prevale un approccio tecnico e sperimentale, che lo avvicina allo spirito pratico di Ruggero Bacone, sebbene a differenza di quest'ultimo si sostenga che l'arte riesce ad imitare solo in parte la natura nell'opera di creazione della medicina, al fine di trasmutare i metalli in oro.
Paolo è probabilmente il traduttore, se non l'autore, anche del Liber de investigatione perfectionis, sempre attribuito tradizionalmente a Geber, in cui sono descritte formule e ricette da laboratorio, e di un Liber fornacibus, piccolo trattato con dodici illustrazioni di diversi tipi di forni o athanor.
La mancanza quasi totale di fonti dirette su Paolo di Taranto si suppone sia dovuta al crescente clima di condanna delle pratiche alchemiche da parte degli ambienti ecclesiastici, che ebbe inizio nel 1273 con un divieto «a tutti i frati di studiare, insegnare o praticare l'alchimia in qualsiasi modo», pronunciato da un capitolo generale dei domenicani, seguito nei decenni successivi da sanzioni come il carcere o la scomunica, comminate anche dall'ordine francescano. Tali divieti rivelano tuttavia quanto fosse vivo tra le sue stesse fila l'interesse per questa disciplina, forse praticata persino da una sorta di «società segreta» di alchimisti francescani.
La storicità di Paolo di Taranto è comunque confermata da alcuni documenti del 1325 di un certo Frate Dominicus del monastero benedettino di San Procolo a Bologna, conservati alla Biblioteca Comunale di Palermo, in cui si accenna anche alla sua origine meridionale. Lo stesso Paolo mostra di possedere negli scritti a lui attribuiti un'esatta conoscenza del territorio di Taranto.